# Giraldin Bucher
Giraldin Bucher (fl. 1494-1518) fue un compositor y maestro de capilla francoflamenco, originario de Gascuña y activo en España. Su apellido también se ha transcrito como Buxer, Buxel y Bujel.

## Vida
La existencia de la ración del maestro de capilla en la Catedral de Ciudad Rodrigo se inicia el 28 de mayo de 1493, durante el obispado de Juan Rodrigo, cuando se solicitó al papa la creación de esta y la del organista. La dotación del magisterio mirobrigense era comparable a otras catedrales como las de Lérida, Mallorca, Urgel, Albarracín, Huesca, Barcelona, etc., pero menor que la de las grandes catedrales como Toledo, Sevilla, Zaragoza o Santiago.

A 28 de Mayo de 1493, se escribe al arcediano de Camaces, don Bernardino López y a Alfón Bravo, que estaban en la Corte romana, que supliquen al Santo Padre la anexión de dos raciones para el maestro de capilla y el organista.
Actas capitulares de la Catedral de Ciudad Rodrigo, 28 de mayo de 1493

La destrucción de las actas capitulares de la Catedral de Ciudad Rodrigo hasta 1510 han llevado a que la única información existente sobre este compositor proceda de Ciudad Rodrigo. La catedral y la ciudad (1935) de Mateo Hernández Vegas. Bucher es el primer maestro de capilla en Ciudad Rodrigo del que se tiene noticias. Se sabe que era originario de Gascuña y que llegó a la ciudad en 1494 atraído por los altos salarios, siendo elegido cantor y maestro de capilla.
Debió ser muy apreciado por el cabildo, puesto que le mantuvieron la ración a pesar de que estaba casado con una mujer de noble linaje y por lo tanto no le correspondía. Su prestigio también le permitió crear escuela, a la que perteneció sin duda su hijo, Diego Bujel I, que posteriormente también llegaría a ser maestro de capilla a partir de 1522, y llega por lo menos hasta Juan de Cepa, discípulo del anterior y también maestro de capilla mirobrigense.

## Obra
No solo fue el primer maestro francoflamenco en una catedral española, sino que llegó antes de la Capilla flamenca de Carlos V a España. Por lo tanto, fue el primero en introducir las técnicas francoflamencas en España.
No se conservan composiciones de Bucher, a pesar de que tuvo que componer como parte de sus obligaciones de maestro de capilla.